# Periploca laevigata
Periploca laevigata é uma espécie de planta com flor pertencente à família Asclepiadaceae. 
A autoridade científica da espécie é Aiton, tendo sido publicada em Hortus Kewensis; or, a catalogue. 1: 301. 1789.

## Portugal
Trata-se de uma espécie presente no território português, nomeadamente em Portugal Continental e no Arquipélago da Madeira.
Em termos de naturalidade é nativa das duas regiões atrás indicadas.

## Protecção
Não se encontra protegida por legislação portuguesa ou da Comunidade Europeia.